# 1459年
| 千纪： | 2千纪 |
| 世纪： | 14世纪 \| 15世纪 \| 16世纪                                                                                 |
| 年代： | 1420年代 \| 1430年代 \| 1440年代 \| 1450年代 \| 1460年代 \| 1470年代 \| 1480年代                           |
| 年份： | 1454年 \| 1455年 \| 1456年 \| 1457年 \| 1458年 \| 1459年 \| 1460年 \| 1461年 \| 1462年 \| 1463年 \| 1464年 |
| 纪年： | 己卯年（兔年）；明天顺三年；越南延寧六年，天兴元年；日本長祿三年                                           |

## 大事记
- 欧洲
  - 奥斯曼帝国穆罕默德二世吞并塞尔维亚。
  - 9月23日——布洛希思之役爆發，為英國的內戰玫瑰战争揭幕。
- 帖木兒王朝
  - 帖木兒王朝國王卜撒因擊敗易卜拉欣·米爾扎，結束王位之爭。

## 出生
- 10月15日-楊廷和

## 逝世
- 5月3日——埃里克七世，挪威、瑞典與丹麥的國王。（1382年出生）